# Krzemity
Krzemity (niem. Kremitten) – opuszczona osada w Polsce położona w województwie warmińsko-mazurskim, w powiecie kętrzyńskim, w gminie Korsze.
W latach 1975–1998 miejscowość administracyjnie należała do województwa olsztyńskiego.
Wieś oddziela od sąsiednich Sarkajm rzeka Sajna.

## Historia
Wieś lokował wielki mistrz krzyżacki Heinrich IV Dusemer von Arfberg między rokiem 1345 a 1351. Nadanie wsi odnowił 2 listopada 1444 wielki mistrz Konrad von Erlichshausen.
Przed II wojną światową właścicielem majątku o powierzchni 362 ha w Krzemitach był Karl Freiherr von Mirbach. Był on przedstawicielem rodziny, która pochodziła z Kurlandii. Należały do niej także Sorkwity.
Dwór pochodzący z przełomu XVII i XVIII w. znajduje się w ruinie.

## Demografia
W roku 1786 było tu 15 domów.
Mieszkańcy: w roku 1817 – 84 osoby, w 1970 – 87.
Obecnie miejscowość jest niezamieszkana. W miejscowości brak zabudowy.

## Ochrona przyrody
Obszar Krzemit jest objęty ochroną w ramach Obszaru Chronionego Krajobrazu Doliny Rzeki Guber, który obejmuje nie tylko obszar Gubra, ale także dolinę Sajny.